# 天主教塔兰托总教区
天主教塔兰托总教区是罗马天主教在意大利南部普利亚大区塔兰托湾地区设立的一个总教区，是塔兰托教省的中心，该教省还包括Castellaneta教区和 Oria教区。